# 한솔 (관등)
한솔(扞率)은 백제의 제5품 관등으로, 260년 고이왕 27년 개혁으로 만들어졌다. 정원은 일정하지 않았으며, 은화로 장식된 관과 자색의 관복을 착용했다.